# Liste der Orte im Kreis Cluj

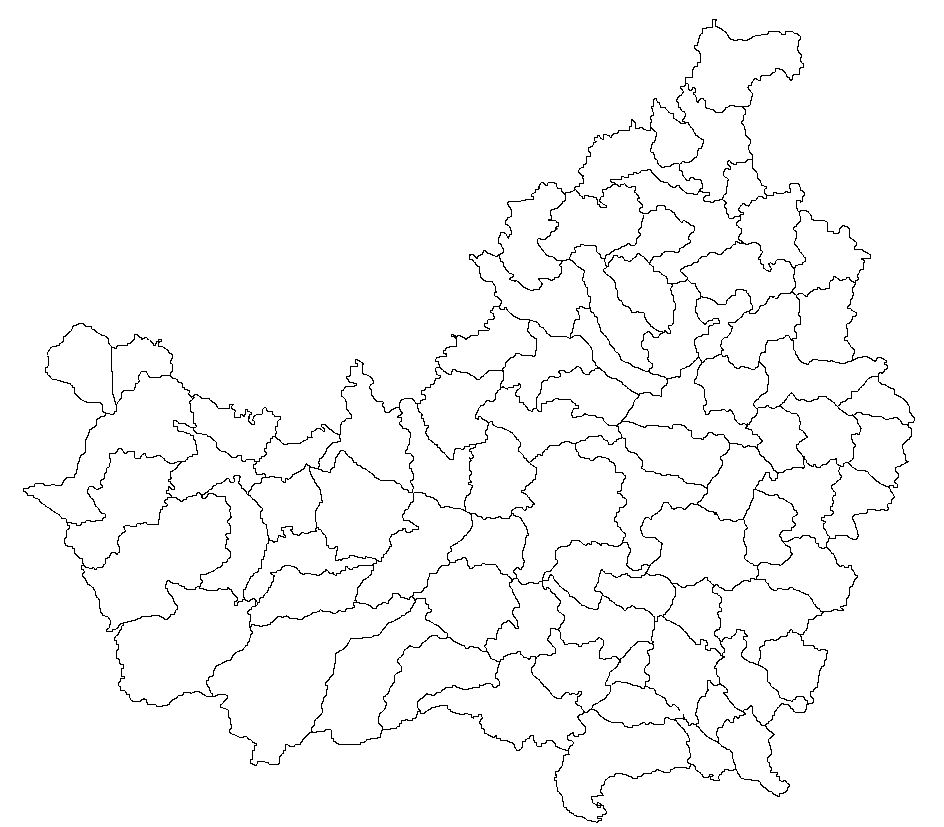
Gemeinden des Kreises Cluj

Der Kreis Cluj in Rumänien besteht aus offiziell 435 Ortschaften. Davon haben 6 den Status einer Stadt, 75 den einer Gemeinde. Die übrigen sind administrativ den Städten und Gemeinden zugeordnet.

## Städte
| - Câmpia Turzii - Cluj-Napoca | - Dej - Gherla | - Huedin - Turda |

## Gemeinden
| - Aghireșu - Aiton - Aluniș - Apahida - Așchileu (Gemeindesitz: Așchileu Mare) - Baciu - Băișoara - Beliș - Bobâlna - Bonțida - Borșa - Buza - Căianu - Călărași - Călățele - Cămărașu - Căpușu Mare - Cășeiu - Câțcău - Cătina - Ceanu Mare - Chinteni - Chiuiești - Ciucea - Ciurila | - Cojocna - Cornești - Cuzdrioara - Dăbâca - Feleacu - Fizeșu Gherlii - Florești - Frata - Gârbău - Geaca - Gilău - Iara - Iclod - Izvoru Crișului - Jichișu de Jos - Jucu (Gemeindesitz: Jucu de Sus) - Luna - Măguri-Răcătău - Mănăstireni - Mărgău - Mărișel - Mica - Mihai Viteazu - Mintiu Gherlii - Mociu | - Moldovenești - Negreni - Pălatca - Panticeu - Petreștii de Jos - Ploscoș - Poieni - Râșca - Recea-Cristur - Săcuieu - Sâncraiu - Săndulești - Sânmărtin - Sânpaul - Săvădisla - Sic - Suatu - Țaga - Tritenii de Jos - Tureni - Unguraș - Vad - Valea Ierii - Viișoara - Vultureni |

## A
| - Agârbiciu - Aghireșu-Fabrici - Agriș - Alunișu | - Andici - Antăș - Ardeova - Arghișu | - Aruncuta - Așchileu Mare - Așchileu Mic |

## B
| - Băbdiu - Băbuțiu - Bădeni - Bădești - Băgaciu - Băgara - Băița - Bălcești (Beliș) - Bălcești (Căpușu Mare) - Bărăi - Bârlea - Batin - Bedeciu | - Berchieșu - Berindu - Bica - Bicălatu - Blidărești - Bociu - Bodrog - Bogata - Bogata de Jos - Bogata de Sus - Boian - Boj-Cătun - Boju | - Bolduț - Bologa - Bonț - Borșa-Cătun - Borșa-Crestaia - Borzești - Boteni - Brăișoru - Bucea - Bunești - Buru - Buteni |

## C
| - Cacova Ierii - Casele Micești - Căianu Mic - Căianu-Vamă - Călata - Călărași-Gară - Câmpenești - Calna - Căprioara - Căpușu Mic - Cara - Cătălina - Ceaba - Ceanu Mic - Cerbești - Cerc - Cetan | - Cheia - Chesău - Chidea - Chiriș - Ciubanca - Ciubăncuța - Ciuleni - Ciumăfaia - Ciurgău - Clapa - Coasta - Codor - Colonia - Comorâța - Comșești - Copăceni - Coplean | - Copru - Corneni - Cornești (Gârbău) - Cornești (Mihai Viteazu) - Corpadea - Corușu - Crăești - Crairât - Cremenea - Crișeni - Cristorel - Cubleșu Someșan - Curtuiușu Dejului - Custura - Cutca |

## D
| - Dâmbu Mare - Dâmburile - Dâncu - Dângău Mare - Dângău Mic - Dârja - Daroț - Dealu Botii | - Dealu Mare - Dealu Negru - Deleni - Deușu - Dezmir - Diviciorii Mari - Diviciorii Mici - Domoșu | - Dorna - Dorolțu - Dosu Bricii - Dosu Napului - Dretea - Dumbrava |

## E
| - Elciu | - Escu |

## F
| - Făgetu Ierii - Falca - Fânațe - Făureni - Feiurdeni | - Feldioara - Filea de Jos - Filea de Sus - Finciu - Finișel | - Fodora - Frăsinet - Fundătura |

## G
| - Gădălin - Gârbău Dejului - Gheorghieni - Ghirișu Român | - Ghirolt - Giula - Giurcuța de Jos - Giurcuța de Sus | - Gligorești - Guga |

## H
| - Hagău - Hășdate (Gherla) - Hășdate (Săvădisla) | - Hodăi-Boian - Hodaie - Hodișu | - Horlacea - Huci - Huta |

## I
| - Iacobeni - Iclozel | - Igriția - Inucu | - Iuriu de Câmpie |

## J
| - Jichișu de Sus - Juc-Herghelie | - Jucu de Mijloc - Jucu de Sus | - Jurca |

## L
| - Lacu - Lăpuștești - Leghia - Legii - Leurda - Lita | - Liteni - Livada (Iclod) - Livada (Petreștii de Jos) - Lobodaș - Lujerdiu - Luna de Jos | - Luna de Sus - Lunca Bonțului - Lunca Vișagului - Luncani - Lungești |

## M
| - Macău - Măcicașu - Măgoaja - Măgura Ierii - Măguri - Măhal - Maia - Mănăstirea - Mănășturel - Mănășturu Românesc | - Mărcești - Mărtinești - Mașca - Mera - Micești - Mihăiești - Moara de Pădure - Morău - Moriști - Morlaca | - Morțești - Muncel - Muntele Băișorii - Muntele Bocului - Muntele Cacovei - Muntele Filii - Muntele Rece - Muntele Săcelului - Mureșenii de Câmpie |

## N
| - Nădășelu - Nadășu - Năoiu | - Năsal - Nearșova - Nicula | - Nima - Nireș |

## O
| - Oaș - Ocna Dejului - Ocolișel | - Olariu - Orman - Osoi | - Oșorhel |

## P
| - Pădurea Iacobeni - Pădureni (Chinteni) - Pădureni (Ciurila) - Pădurenii (Mintiu Gherlii) - Pădurenii (Tritenii de Jos) - Pâglișa - Păniceni - Pata - Peștera - Petea | - Petrești - Petreștii de Mijloc - Petreștii de Sus - Pietroasa - Pintic - Plaiuri - Plăiești - Plopi - Podeni - Poiana Frății | - Poiana Horea - Popești - Prelucele - Pruneni - Pruni - Pruniș - Puini - Pustuța |

## R
| - Răchițele - Rădaia - Răscruci - Răzbuneni | - Răzoare - Rediu - Rogojel - Roșieni | - Rotunda - Rugășești |

## S
| - Săcălaia - Săcel - Salatiu - Sălătruc - Sălicea - Sălișca - Săliște - Săliștea Nouă - Săliștea Veche - Sâmboieni - Sâmboleni - Sânmărghita - Sânmărtin - Sânnicoară - Sântejude - Sântejude-Vale | - Sântioana - Sărata - Sărădiș - Șardu - Satu Lung - Șaula - Sava - Scrind-Frăsinet - Sicfa - Șigău - Silivaș - Smida - Șoimeni - Șomcutu Mic - Someșu Cald - Someșu Rece | - Soporu de Câmpie - Stârcu - Stejeriș - Stoiana - Stolna - Straja (Căpușu Mare) - Straja (Cojocna) - Strâmbu - Strucut - Suarăș - Sub Coastă - Suceagu - Sucutard - Sumurducu - Surduc - Șutu |

## T
| - Târgușor - Tarnița - Tărpiu - Tăușeni - Tăuți - Ticu | - Ticu-Colonie - Tiocu de Jos - Tiocu de Sus - Tioltiur - Topa Mică - Tranișu | - Tritenii-Hotar - Tritenii de Sus - Turea - Turmași |

## U
| - Urca | - Urișor |

## V
| - Vaida-Cămăraș - Vâlcele - Vâlcelele - Vale - Valea Agrișului - Valea Caldă - Valea Cășeielului - Valea Cireșoii - Valea Drăganului | - Valea Florilor - Valea Gârboului - Valea Groșilor - Valea Luncii - Valea Ungurașului - Valea Vadului - Valea lui Cati - Valea lui Opriș - Văleni (Căianu) | - Văleni (Călățele) - Vălișoara - Vânători - Vechea - Vișagu - Vișea - Viștea - Vlaha |

## Z
| - Zorenii de Vale |